# Adamowice (województwo śląskie)
Adamowice (niem. Adamowitz) – wieś w Polsce położona w województwie śląskim, w powiecie rybnickim, w gminie Lyski.
W latach 1975–1998 miejscowość administracyjnie należała do województwa katowickiego.
Przez wieś przepływa struga Nędza.

## Historia
Jak podaje Słownik geograficzny Królestwa Polskiego z 1880 roku Adamowice były niegdyś własnością klasztoru Dominikanek, w parafii Markowice.